# Kasimir von Hülsen
Karl Kasimir Gottvertrau von Hülsen, seit 1840 Graf von Hülsen (* 19. Februar 1778 in Maraunen; † 26. August 1858 im Trimmau) war ein preußischer Generalmajor sowie Herr auf Wiese (Kreis Preußisch Holland).

## Leben

### Herkunft
Kasimir war ein Sohn des Landrats Carl Wilhelm von Hülsen (1734–1810) und dessen Ehefrau (∞ 1773) Eleonore Albertine Kasimira (1751–1797), geborene Gräfin von Schlieben (1751–1797) aus dem Haus Birkenfeld. Sein Vater war Stabskapitän a. D., zuletzt im Infanterieregiment „von Zastrow“ sowie Erbherr von Zohlen, Maraunen, Besseleck, Sudlack, Bauditten und Dynisten. Sein Bruder Hans Jakob Fürchtegott Kasimir (1776–1849) wurde ebenfalls preußischer Generalmajor.

### Militärkarriere
Hülsen wurde im elterlichen Haus erzogen und am 1. November 1794 als Gefreitenkorporal im Infanterieregiment „von Hausen“ der Preußischen Armee angestellt, wo auch sein Bruder diente. 1794/95 nahm er am Feldzug in Polen teil und avancierte bis Mitte Juli 1798 zum Sekondeleutnant. Von 1805 bis 1806 wurde er als Bataillonsadjutant verwendet und nahm während des Vierten Koalitionskrieges an der Verteidigung von Danzig sowie den Kämpfen bei Halle (Saale) und Lübeck teil. Am 10. Juni 1807 wurde Hülsen noch zum Premierleutnant befördert, bevor er nach dem Frieden von Tilsit im Januar 1808 mit halben Gehalt aus der Armee ausschied. Mitte März 1808 wurde ihm der Abschied als Kapitän mit der Genehmigung zum Tragen seiner Uniform bewilligt.
Mit dem Beginn der Befreiungskriege kehrte Hülsen zur Armee zurück. Er wurde am 29. September 1813 Major und Bataillonsführer im 3. Ostpreußischen Landwehr-Infanterie-Regiment. Für sein Verhalten bei der Belagerung von Danzig erhielt Hülsen das Eiserne Kreuz II. Klasse sowie den Orden des Heiligen Wladimir IV. Klasse.
Nach dem Krieg kam er Ende Juni 1816 zum besoldeten Stamm das 1. Königsberger Landwehr-Regiments und wurde am 9. Dezember 1817 zum Regimentskommandeur ernannt. In dieser Eigenschaft erfolgte am 30. März 1818 mit Patent vom 13. April 1818 seine Beförderung zum Oberstleutnant. Als solcher übernahm Hülsen am 12. März 1820 das 1. Landwehr-Infanterie-Regiments und wurde am 18. Juni 1825 als Oberst mit der Führung des 1. Infanterie-Regiments beauftragt. Vom 2. September 1826 bis zum 25. März 1832 fungierte er als Regimentskommandeur. Unter Verleihung des Charakters als Generalmajor wurde Hülsen anschließend mit einer jährlichen Pension von 1400 Talern in den Ruhestand versetzt.
Nach seiner Verabschiedung erhob König Friedrich Wilhelm IV. ihn am 10. September 1840 in den preußischen Grafenstand. Er starb am 26. August 1858 im Trimmau.

### Familie
Hülsen heiratete am 20. April 1816 in Preußisch Holland Ulrike Ursula von Bodeck (1788–1865). Das Paar hatte zwei Töchter:
- Marie Ulrike Kamilla Gottliebe (1819–1895), Herrin auf Wiese, später auch Raudonatschen ⚭ 1842 Bernhard Wilhelm Leopold Freiherr von Sanden (1817–1873), Herr auf Tusseinen, Raudonatschen
- Ulrike Emma Johanna (1823–1887) ⚭ Rudolf von Holtzendorff, Rittmeister, Herr auf Trimmau